# Emilio Santarelli
Pour les articles homonymes, voir Santarelli.

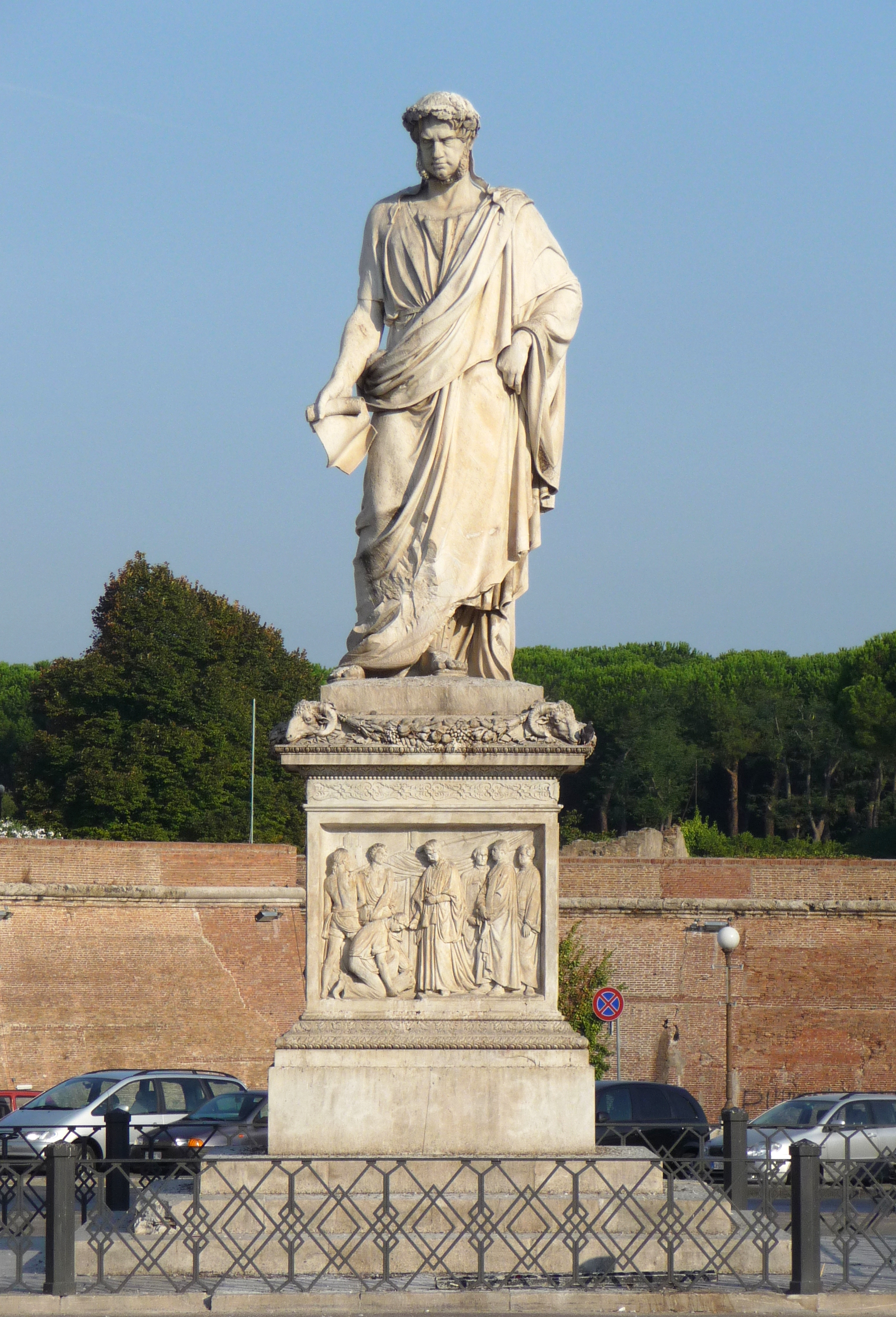
Statue de Léopold II sur la Piazza della Repubblica, Livourne.

Emilio Santarelli (né à Florence le 1er août 1801 et mort à Florence le 29 octobre 1886) est un sculpteur italien, célèbre notamment pour avoir fait don d'une importante collection de dessins à la Galerie des Offices. 

## Biographie
Son père, Giovanni Antonio, était graveur sur cire et modeleur.
Emilio étudie à l'Académie des beaux-arts de Florence, remportant le prix triennal de sculpture en 1824. Très jeune, il travaille en 1828 à la basilique Santa Croce de Florence, où François-Xavier Fabre lui confie la construction du monument à la comtesse d'Albany, Louise de Stolberg-Gedern. Toujours dans la basilique florentine, il peint le monument à Giovan Vincenzo Alberti, tandis que pour la basilique Santo Spirito, il crée le bas-relief du Christ et  Véronique (1832), le bas-relief à la base du monument à Pietro Leopoldo sur la Piazza Santa Caterina (aujourd'hui piazza Martiri della Libertà) à Pise, inauguré en 1833. En 1842, il sculpte la statue de Michel-Ange pour le portique du Piazzale degli Uffizi.
Vers 1855, à Livourne, sur l'actuelle Piazza della Repubblica, il réalise le monument à Léopold II, grand-duc de Toscane pour remplacer la sculpture originale de Paolo Emilio Demi, démolie à la suite des soulèvements révolutionnaires de 1849.
Le Monument à la mémoire d'Alessandro Gherardesca dans le Camposanto monumentale de Pise (1853) et les décorations en stuc de la chapelle de la Madone à San Romano (Province de Pise) sont aussi de lui.
Emilio Santarelli achète un potager derrière l'église Santa Maria del Carmine en Oltrarno, où il construit son propre palais. Dans le jardin attenant, aujourd'hui connu sous le nom de jardin Nidiaci, il crée une vaste collection de fleurs, notamment des camélias, dont il crée deux nouvelles espèces : le Jardin Santarelli et la Bella d'Ardiglione,.
Il sculpte la figure allégorique de la Forteresse de la volonté forte à la base du grand monument à Christophe Colomb à Gênes, réalisé par Lorenzo Bartolini. Il réalise de nombreux portraits dont certains sont conservés au musée Fabre de Montpellier.
Il crée le Monument à Louise de Stolberg-Gedern dans la chapelle Castellani de la basilique Santa Croce de Florence, avec Luigi Giovannozzi, d'après un dessin de Charles Percier ; le Buste de Raphaël d'Urbino au Cenacolo di Fuligno ; Prière d'Innocence, conservée au Musée d'Art Moderne de Gênes ; la statue de la niche derrière l'autel de l'église San Giuseppino de Florence, copie de celle de Montpellier ; le mausolée de Giuseppe Bezzuoli et son buste à la Galerie  d'Art moderne du palais Pitti ; le Buste de Don Pirro Palazzeschi (1855) dans l'église San Frediano, un Saint Sébastien et une Madone dans l'église de la Vénérable archi-fraternité de la Miséricorde de Florence ; les bustes de savants du Musée d'histoire naturelle de l'université de Florence ; une statue du Bon Pasteur, également exposée à la Mostra italiana de 1861 ; un Narcisse conservé au Musée de l'Ermitage (1855).
En 1866, il fait don de toute sa collection à la Galerie des Offices, composée de 12 461 dessins originaux de divers artistes anciens et modernes avec un catalogue manuscrit comportant la description de chaque dessin. Les dessins ont été exposés dans le Corridor de Vasari, qui a été ouvert ces années-là. La Collection Santarelli représente la plus importante donation au Cabinet des dessins et des estampes et environ un quart de l'ensemble de la collection de dessins.
En 1871, il vend sa grande collection de livres, d'estampes et de portraits gravés à Leipzig. Un an après sa mort, sa veuve met en vente 26 statues en marbre et 25 moulages en plâtre originaux de son mari.
L'hypothèse a été formulée qu'il était le fils de François-Xavier Fabre car il lui a continué ses  donations tout au long de sa vie et Fabre a nommé Emilio Santarelli son légataire universel, héritier de tous ses biens non-artistiques-littéraires. Il est probable que Fabre a laissé à Santarelli certains de ses dessins, dont certains appartenaient déjà à Vittorio Alfieri dont il a hérité à son tour par la comtesse d'Albany.